# المنطقة الحرة (إقليم)
إن المنطقة الحرة أو المناطق المحررة هي مصطلح تستخدمه جبهة البوليساريو لوصف الجزء من الصحراء الغربية الذي يقع شرق الجدار الرملي المغربي (الجدار الحدودي المغربي) وغرب وشمال الحدود مع الجزائر وموريتانيا، على التوالي. بالنسبة للمغرب، فهذه أرض عازلة.
المنطقة مفصولة عن باقي أراضي الصحراء الغربية «بجدار مسافته 2200 كيلومتر [1,367] ميل].يحيط به أحد أكبر حقول الألغام في العالم.» وغالبا ما يشار إلى الحدود باسم «البرم».
تم إنشاء المنطقة كمنطقة عازلة بسبب إتفاق وقف إطلاق النار عام 1991 بين جبهة البوليساريو والمغرب، والذي تم الاتفاق عليهما معًا كجزء من خطة التسوية. يسيطر المغرب على المناطق الواقعة غرب الجدار الرملي، بما في ذلك معظم سكان الإقليم. تشرف قوات الأمم المتحدة التابعة للبعثة على وقف إطلاق النار المكلف بحفظ السلام في المنطقة وتنظيم استفتاء.

## الوضع والاتفاق العسكري

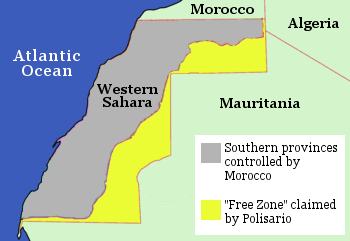
يتبع الجدار الرملي الخط الفاصل بين المناطق الرمادية والأصفر.

إن وضع الصحراء الغربية المغربية موضع خلاف حاد بين جبهة البوليساريو والمغرب، وهذا يشمل الأسماء المستخدمة للإشارة إلى المناطق الخاضعة لسيطرة  الجيش الملكي المغربي .
يشير المغرب بشكل روتيني إلى المنطقة التي تسيطر عليها البوليساريو بأنها «منطقة عازلة» أو «قطاع عازل»، ويدعي أنه لا يُسمح لقوات البوليساريو بالدخول وأن الأنشطة العسكرية والبناء المدني في هذه المنطقة ينتهكان وقف وقف إطلاق النار. من ناحية أخرى، تزعم جبهة البوليساريو أن هذا لا يتوافق مع أحكام الاتفاقية التي تنظم وضع الإقليم والتي وقعها المغرب في عام 1991، وتعتبر «الشريط العازل» جزءً ضئيلًا فقط من كامل الأرض. هذه المنطقة هي بمثابة منطقة محرمة لتقسيم القوات. إن المناطق خارج هذه المنطقة مفتوحة للنشاط من جانب الجهة التي تسيطر عليها شريطة أن تلتزم ببعض القيود على الحركات العسكرية. وبالمثل، فإن البوليساريو تصف المناطق بأنها «أرض محررة» أو «المنطقة الحرة»، لكن هذا ليس تسمية رسمية. تصفها الأمم المتحدة ببساطة بأنها «شرق الجدار الرملي»، وتشير إلى المناطق الخاضعة للسيطرة المغربية باسم «غرب الجدار الرملي»، وبالتالي لا تمنح الجزاءات لمطالب أي من الطرفين.
وفقًا لخطة التسوية، فإن حركة مقاتلي البوليساريو مقيدة بنفس الطريقة التي تواجه بها القوات المغربية قيودًا على جانبهم من الجدار الرملي. تذكر بعثة المينورسو تفاصيل القيود التالية للمناطق المختلفة:
- منطقتان بطول 30 كيلومتر (19 ميل) هي من المناطق المحظورة على طول الجدار الرملي. يتم تضمين قطاع التخزين المؤقت في المنطقة المحظورة على جانب جبهة البوليساريو بينما يتم تضمين الشريط الرملي في المنطقة المحظورة على الجانب العسكري للمغرب؛

- منطقتان بقيود محدودة، وهما المساحات الشاسعة المتبقية، من أراضي الصحراء الغربية على كلا الجانبين على التوالي.

يحتوي كل جزء من الأجزاء الخمسة على قيود محددة فيما يتعلق بالأنشطة العسكرية للطرفين:
- الشريط العازل: لا دخول لأفراد أو معدات من الجيش الملكي المغربي وجبهة البوليساريو الأفراد والمعدات عن طريق البر أو الجو. لا إطلاق أسلحة في المنطقة أو فوقها.

- المناطق المحظورة: لا تطلق أسلحة ولا / أو تدريبات عسكرية، باستثناء أنشطة التدريب البدني للأفراد العزل. لا توجد تعزيزات تكتيكية، ولا إعادة نشر أو تحركات للقوات، والمقرات / الوحدات، والمخازن، والمعدات، والذخيرة، والأسلحة، وعدم دخول الطائرات العسكرية ولا تحسينات في البنية التحتية الدفاعية. تنطبق بعض الاستثناءات ويُسمح ببعض الأنشطة بعد المعلومات المسبقة أو الموافقة عليها من قِبل بعثة الأمم المتحدة للاستفتاء في الصحراء الغربية (ملاحظة: هذه قيود لفترة وجيزة، للحصول على معلومات مفصلة، يرجى قراءة MA # 1 بالكامل).

- المناطق ذات القيود المحدودة: يمكن تنفيذ جميع الأنشطة العسكرية العادية، باستثناء تعزيز حقول الألغام القائمة، وزرع الألغام، وتركيز القوات، وبناء مقرات جديدة، وثكنات ومرافق تخزين الذخيرة. تحتاج البعثة إلى إبلاغها إذا كانت الأطراف تنوي إجراء مناورات عسكرية، بما في ذلك إطلاق أسلحة من عيار فوق 9 ملم.

## السكان والأنشطة في المنطقة
يقدر عدد سكان المنطقة الواقعة شرقي الجدار ما بين 30 ألف إلى 40 ألف نسمة. وبالمقارنة، يقدر أن 500 ألف شخص يعيشون غرب الجدار، يشكل المستوطنون المغاربة ثلثيهم على الأقل. قامت الدولة المغربية في أعقاب المسيرة الخضراء لعام 1975 برعاية مخططات تحفز الآلاف من المغاربة على الانتقال إلى الجزء الذي تحت سيادة المغرب (80% من الأراضي).
المستوطنات الكبرى في المنطقة هي تفاريتي (عاصمة مؤقتة حاليًا)، وبئر لحلو (عاصمة مؤقتة سابقة)، وأغونيت، وMeharrize، ومجيك، وDougaj وزوك.
الوصول صعب حتى بالنسبة للصحراويين بسبب المناخ القاسي للصحراء والصراع العسكري وكثرة الألغام الأرضية. المنطقة يسكنها في المقام الأول من البدو الصحراويون الذين يحافظون على رعي الإبل التقليدي لأسلافهم بين المنطقة وشمال موريتانيا ومخيمات اللاجئين. هناك أيضًا عدد قليل من التجار الذين يبيعون البضائع للمسافرين.
تقام الأحداث السياسية الصحراوية الكبرى، مثل مؤتمرات البوليساريو وجلسات الافتتاح للمجلس الوطني الصحراوي (برلمان الجمهورية الصحراوية في المنفى) في المنطقة (خاصة في تفاريتي وبئر لحلو)، حيث تعتبر مهمة اجتماعيًا وسياسيًا ورمزيًا للشؤون السياسية على الأراضي الصحراوية.

## قوة البوليساريو

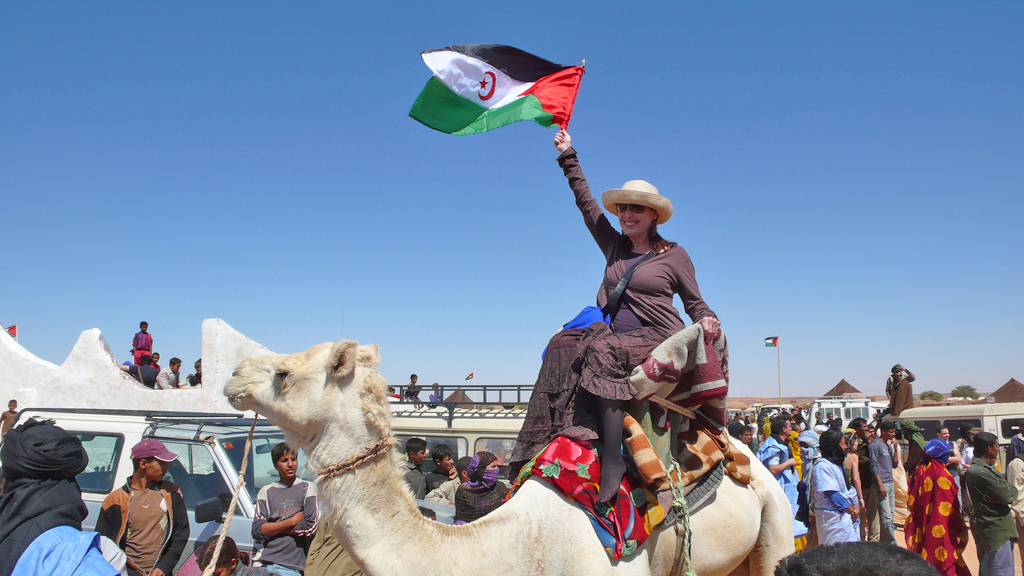
الممثلة الإسبانية فيرونيكا فوركي في مهرجان صحارى السينمائي.

تنقسم قوات البوليساريو (جيش التحرير الشعبي الصحراوي) في المنطقة إلى سبع «مناطق عسكرية»، يسيطر على كل واحد منها قائد أعلى يرفع تقاريره إلى رئيس البوليساريو الذي أعلن الجمهورية الصحراوية العربية الديمقراطية. الحجم الإجمالي لجيش البوليساريو الموجود في هذه المنطقة غير معروف. بعض المصادر تزعم أن العدد يتراوح بين 3 آلاف و6 الآف رجل، بينما ترتفع مصادر أخرى العدد إلى 12 ألف، يتم تركيز هذه القوات في مواقع دائمة، مثل وضع الأسلحة النارية والخنادق الدفاعية والقواعد العسكرية تحت الأرض، فضلًا عن تسيير دوريات متحركة في الإقليم.

## الحوادث في المنطقة
كان هتركيز لقوات الاحتفال بالذكرى الثلاثين لتأسيس الجمهورية الصحراوية عرضةً لتوبيخ من قبل الأمم المتحدة، لأنها كان تعتبر مثالًا على انتهاك وقف إطلاق النار لإدخال مثل هذا التركيز الكبير للقوة في منطقة.
تفيد بعثة المينورسو أنه يوجد في المتوسط 2 إلى 4 مثل هذه الانتهاكات في كل أراضي الصحراء الغربية كل شهر بين الجانبين. بالإضافة إلى ذلك، هناك العديد من الانتهاكات المتعلقة بالقادة المحليين في كلا الجانبين الذين يرفضون تفتيش قواتهم من قبل أفراد مينورسو. على سبيل المثال، تستشهد الصفحة الرئيسية للبعثة بشهر يونيو 2006، عندما كان هناك «189 مثالًا من انتهاكات حرية التنقل، وكلها تتعلق بمنع دخول ضباط الجيش الأممي إلى نقاط القوة الخاصة بالأطراف والوحدات».
يتم تنظيم مظاهرات سنوية ضد الجدار المغربي في المنطقة من قبل النشطاء الصحراويين والدوليين من إسبانيا وإيطاليا ودول أوروبية أخرى بشكل رئيسي. تتم مراقبة هذه الإجراءات عن كثب من قبل الأمم المتحدة.

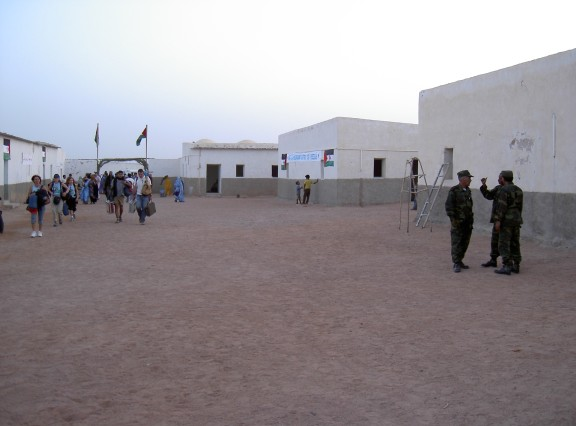
تفاريتي، في الشمال الشرقي من المنطقة، 2005

## روابط خارجية
- الأمم المتحدة (خريطة) نشرت قوات مينورسو اعتبارًا من أكتوبر 2006، الخريطة رقم 3691 Rev. 53 الأمم المتحدة، أكتوبر 2006 (ملون)، إدارة عمليات حفظ السلام، قسم رسم الخرائط